# São Felix do Xingu (tiểu vùng)
São Felix do Xingu là một tiểu vùng thuộc bang Pará, Brasil. Tiều vùng này có diện tích 120593 km², dân số năm 2007 là 90259 người.